# Phalacrocorax
Phalacrocorax je rod ptica koje se hrane ribom iz kormoranske porodice Phalacrocoracidae.

## Taksonomija
Rod Phalacrocorax je uveo francuski zoolog Matjuren Žak Brison 1760. godine sa velikim kormoranom (Phalacrocorax carbo) kao tipskom vrstom. Phalacrocorax je latinska reč za „kormorana”.
Ovaj rod sadrži 22 vrste, uključujući vrstu koja je izumrla u 19. veku.
Jedna molekularno filogenetička studija objavljena 2014. godine je utvrdila da rod Phalacrocorax nije monofiletičan i da je grupa od pet vrsta koje su trenutno u ovom rodu zapravo srodnija sa članovima roda Leucocarbo. Ova grupa sadrži magelanskog vranca, žutogrlog vranca, maslinastog vranca, vranca neletača i morskog vranca.

### Vrste
- Žutogrli vranac
[6]
- Maslinasti vranac ili neotropski vranac
 (Phalacrocorax brasilianus ili Phalacrocorax olivaceus)
- Mali crni vranac

- Veliki vranac
[6]
- Belogrudi vranac

- Indijski vranac

- Južnoafrički kapski vranac[7]

- Bronzani vranac[6][7]

- Valbergov vranac[7]

- Japanski vranac

- Brantov vranac

- Štelerov vranac ili vranac naočarac ili Palasov vranac
 (Phalacrocorax perspicillatus) – (izumro oko 1850)
- Morski vranac
[6]
- Pučinski vranac

- Crvenoliki vranac

- Magelanski vranac

- Australijski šareni vranac ili žutoliki vranac

- Crnoliki vranac
[8]
- Crvenonogi vranac
[9]
- Pegavi vranac
[10]
- Pitski vranac
[11]
- Vranac neletač
[12]

## Literatura
- Mayr, Ernst; Cottrell, G. William, ур. (1979). Check-list of Birds of the World. Volume 1 (2nd изд.). Cambridge, Massachusetts: Museum of Comparative Zoology. стр. 163.
- Brisson, Mathurin Jacques (1760). Ornithologie, ou, Méthode Contenant la Division des Oiseaux en Ordres, Sections, Genres, Especes & leurs Variétés (на језику: French и Latin). Paris: Jean-Baptiste Bauche. Vol. 1, p. 60, Vol. 6, p. 511.
- Benson, Elizabeth (1972): The Mochica: A Culture of Peru. Praeger Press, New York.
- Berrin, Katherine & Larco Museum The Spirit of Ancient Peru: Treasures from the Museo Arqueológico Rafael Larco Herrera. 1997. Thames and Hudson, New York.
- Cracraft, Joel (1971). „Systematics and evolution of the Gruiformes (Class Aves). 2. Additional comments on the Bathornithidae, with descriptions of new species” (PDF). American Museum Novitates. 2449: 1—14. Архивирано из оригинала (PDF) 25. 03. 2009. г. Приступљено 17. 08. 2019.
- Dorst, J. & Mougin, J.L. (1979): Family Phalacrocoracidae. In: Mayr, Ernst & Cottrell, G.W. (eds.): Check-List of the Birds of the World Vol. 1, 2nd ed. (Struthioniformes, Tinamiformes, Procellariiformes, Sphenisciformes, Gaviiformes, Podicipediformes, Pelecaniformes, Ciconiiformes, Phoenicopteriformes, Falconiformes, Anseriformes): 163–179. Museum of Comparative Zoology, Cambridge.
- Hope, Sylvia (2002). The Mesozoic radiation of Neornithes. Chiappe, Luis M. & Witmer, Lawrence M. (eds.): Mesozoic Birds: Above the Heads of Dinosaurs: 339–388. ISBN 978-0-520-20094-4.
- Howard, Hildegarde (1932). „A New Species of Cormorant from Pliocene Deposits near Santa Barbara, California” (PDF). Condor. 34 (3): 118—120. doi:10.2307/1363540.
- IUCN (2007): 2007 IUCN Red List of Threatened Species. IUCN, Gland.
- Kennedy, M.; Gray, R. D.; Spencer H.G. (2000). „The Phylogenetic Relationships of the Shags and Cormorants: Can Sequence Data Resolve a Disagreement between Behavior and Morphology?” (PDF). Molecular Phylogenetics and Evolution. 17 (3): 345—359. PMID 11133189. doi:10.1006/mpev.2000.0840. Архивирано из оригинала (PDF) 18. 4. 2007. г. Приступљено 28. 8. 2018.
- Kurochkin, Evgeny N. (1995). „Synopsis of Mesozoic birds and early evolution of Class Aves” (PDF). Archaeopteryx. 13: 47—66. Архивирано из оригинала (PDF) 27. 9. 2007. г. Приступљено 19. 10. 2017.
- Mayr, Gerald (2005). „Tertiary plotopterids (Aves, Plotopteridae) and a novel hypothesis on the phylogenetic relationships of penguins (Spheniscidae)” (PDF). Journal of Zoological Systematics. 43 (1): 67—71. doi:10.1111/j.1439-0469.2004.00291.x.
- Murray, Bertram G. Jr. (1970). „A Redescription of Two Pliocene Cormorants” (PDF). Condor. 72 (3): 293—298. doi:10.2307/1366006.
- Orta, Jaume : Family Phalacrocoracidae. In: del Hoyo, Josep; Elliott, Andrew & Sargatal, Jordi (eds.): Handbook of Birds of the World, Volume 1 (Ostrich to Ducks): 326–353, plates 22–23. Lynx Edicions, Barcelona. 1992.  978-84-87334-10-8.
- Robertson, Connie (1998). Book of Humorous Quotations. Wordsworth Editions. стр. 97. ISBN 978-1-85326-759-8.
- Siegel-Causey, Douglas (1988). „Phylogeny of the Phalacrocoracidae” (PDF). Condor. 90 (4): 885—905. doi:10.2307/1368846.
- Thevet, F. André (1558): About birds of Ascension Island. In: Les singularitez de la France Antarctique, autrement nommee Amerique, & de plusieurs terres & isles decouvertes de nostre temps: 39–40. Maurice de la Porte heirs, Paris.
- van Tets, G. F. (1976): Australasia and the origin of shags and cormorants, Phalacrocoracidae. Proceedings of the XVI International Ornithological Congress: 121–124.

## Spoljašnje veze
- Cormorant videos Архивирано на веб-сајту  (13. фебруар 2010) on the Internet Bird Collection
- „Recovery plan for Chatham Island shag and Pitt Island shag 2001–2011” (PDF). Department of Conservation, Wellington, New Zealand. 2001. Приступљено 28. 9. 2007.